# 1866
| Calendário gregoriano                                                        | 1866 MDCCCLXVI                       |
| Ab urbe condita                                                              | 2619                                 |
| Calendário arménio                                                           | 1315 – 1316                          |
| Calendário bahá'í                                                            | 22 – 23                              |
| Calendário budista                                                           | 2410                                 |
| Calendário chinês                                                            | 4562 – 4563 Início a 15 de fevereiro |
| Calendário copta                                                             | 1582 – 1583                          |
| Calendário etíope                                                            | 1858 – 1859                          |
| Calendários hindus - Vikram Samvat - Calendário nacional indiano - Cáli Iuga | 1921 – 1922 1787 – 1788 4966 – 4967  |
| Calendário Holoceno                                                          | 11866                                |
| Calendário islâmico                                                          | 1283 – 1284                          |
| Calendário judaico                                                           | 5626 – 5627                          |
| Calendário persa                                                             | 1244 – 1245 Início a 21 de março     |
| Calendário rúnico                                                            | 2116                                 |
| Calendário solar tailandês                                                   | 2409                                 |

1866 (MDCCCLXVI, na numeração romana) foi um ano comum do século XIX do Calendário Gregoriano, da Era de Cristo, e a sua letra dominical foi G (52 semanas), teve início numa segunda-feira e terminou também numa segunda-feira.
| Ano completo                         |
| ------------------------------------ |
| Ano comum com início à segunda-feira |

## Eventos
- 4 de abril — tentativa de assassinato do czar Alexandre II da Rússia.
- 10 de abril — fundação da American Society for the Prevention of Cruelty to Animals em Nova Iorque por Henry Bergh.
- 24 de maio — Batalha de Tuiuti da Guerra do Paraguai, entre o exército paraguaio e as forças da Tríplice Aliança.
- 14 de junho — início da Guerra Austro-Prussiana, com a declaração de guerra da Áustria e de vários estados alemães à Prússia.
- 20 de junho — Guerra Austro-Prussiana: a Itália declara guerra à Áustria.
- 3 de julho — Guerra Austro-Prussiana: os prussianos derrotam os austríacos na Batalha de Königgrätz.
- 5 de julho — a princesa Helena do Reino Unido casa com o príncipe Cristiano de Schleswig-Holstein.[1]
- 24 de julho — Reconstrução dos Estados Unidos: o Tennessee torna-se o primeiro estado ex-confederado a ser readmitido na União após a Guerra de Secessão.
- 3 de agosto — o Marquês de Olinda cede a Zacarias de Góis e Vasconcelos o lugar de Chefe de Gabinete do Brasil.
- 23 de agosto — a Guerra Austro-Prussiana termina com a assinatura do Tratado de Praga.
- 22 de setembro — Batalha de Curupaiti, uma das muitas batalhas da Guerra do Paraguai.
- 6 outubro — Inaugura o primeiro parque zoobotânico brasileiro (e o segundo museu de história natural), Museu Paraense Emílio Goeldi.[2]
- 10 de outubro — O Duque de Caxias é designado para o comando das forças brasileiras na Guerra do Paraguai.
- 9 de novembro — Massacre de Arcádi: o assalto de tropas otomanas ao mosteiro de Arcádi, um reduto de rebeldes cretenses salda-se em mais de 2 000 mortos, entre os quais centenas de mulheres e crianças.
- Fundação da empresa alimentícia suíça Nestlé.
- Fim do reinado de Tshewang Sithub, Desi Druk do Reino do Butão, reinou desde 1864.
- Início do reinado de Tsondru Pekar, Desi Druk do Reino do Butão, reinou até 1870.
- 7 de Dezembro - Pelo Decreto n. 3.749, o Império do Brasil abre os rios Amazonas, Tocantins, Tapajós, Madeira, Negro e S. Francisco à navegação dos navios mercantes de todas as nações.

## Nascimentos
- 20 de janeiro — Euclides da Cunha, engenheiro, militar, físico, naturalista, jornalista, geólogo, geógrafo, botânico, zoólogo, hidrógrafo, historiador, sociólogo, professor, filósofo, poeta, romancista, ensaísta e escritor brasileiro (m  1909).
- 25 de fevereiro — Benedetto Croce, filósofo italiano (m 1952).
- 29 de março —  Luigi Francescon, missionário e evangelista, fundador da Congregação Cristã no Brasil (m. 1964).
- 12 de maio — São Leopoldo Mandic, católico e santo (m. 1942).
- 30 de julho — Eliseu Visconti, pintor brasileiro (m. 1944).
- 8 de outubro — Manoel da Costa Lima, desbravador e construtor brasileiro (m. 1955).
- 12 de novembro — Sun Yat-sen primeiro presidente da China (m. 1925).
- 17 de novembro — Voltairine de Cleyre, anarquista (m. 1912).
- 12 de dezembro — Alfred Werner, químico francês, Prêmio Nobel de Química em  1913 (m. 1919).
- 16 de dezembro — Wassily Kandinsky, pintor russo (m. 1944).
- 25 de dezembro — Max Wien, físico alemão (m. 1938).

## Mortes
- 16 de janeiro — Phineas Parkhurst Quimby, pioneiro das ideias teológicas que deram origem ao Movimento do Novo Pensamento (n. 1802).
- 11 de fevereiro — William Thomas Brande, químico britânico (n. 1788).
- 29 de maio — Winfield Scott, general militar americano (n. 1786).
- 20 de junho — Bernhard Riemann, matemático alemão (n. 1826).
- 14 de novembro — Rei Miguel I de Portugal, no exílio na Alemanha (n. 1802).

## Por tema
- 1866 na arte
- 1866 no Brasil
- 1866 na ciência
- 1866 no jornalismo
- 1866 na literatura
- 1866 na música
- 1866 no teatro